# Paani Foundation
La Paani Foundation, ou fondation Paani en français, est une organisation non gouvernementale fondée en 2016 par Aamir Khan et Kiran Rao. Cette organisation a pour cadre l'État indien du Maharashtra et pour but la constitution de réserves d'eau pour pérenniser les ressources hydriques de la région et lutter contre les conséquences des saisons sèches inter-mousson.
Le professeur Andrew Millison (en) estime que l'organisation a mis en place le plus grand projet de permaculture au monde.

## Buts
La Paani Foundation a pour but une gestion villageoise de l'eau dans les quatre mille villages de l'État du Maharashtra, afin de reconstituer et de pérenniser la ressource en eau.

## Historique

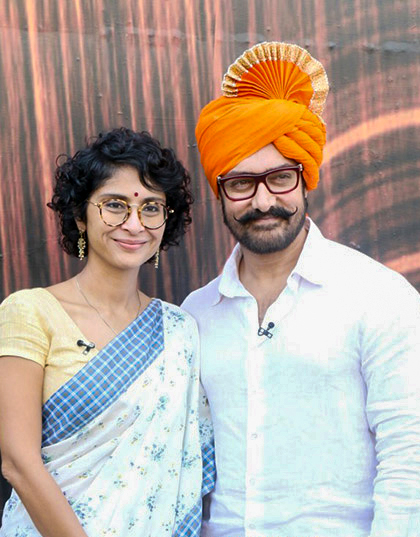
Les fondateurs de l'association, Aamir Khan et Kiran Rao.

L'association se met en place à la suite d'une émission de télévision diffusée entre 2012 et 2014. Durant cette émission, de nombreuses personnes s'engagent à des actions concrètes sur le terrain. Cherchant à prolonger cet engagement associatif et à lutter pour une cause particulièrement utile, l'acteur de cinéma Aamir Khan, en lien avec le producteur Satyajit Bhatkal (en), propose de travailler sur la reconstitution et la pérennisation des nappes phréatiques. Durant l'année 2015, un travail de fond est effectué pour comprendre les données du problème et mettre en place des possibles solutions.
En 2016 est créée l'association sans but lucratif Paani Foundation, dont le premier objectif est la formation des populations à la connaissance et à la gestion des bassins-versants. La première année, trois talukas rassemblant 116 villages servent de zone pilote. La première année, le prix attribué au village gagnant totalise cinquante millions de roupies, soit environ 550 000 euros,. Le succès de l'opération permet d'élargir dès 2017 la zone à trente talukas, soit mille trois cents villages. En 2018, 75 talukas, soit plus de quatre mille villages, participent à l'opération ; cela correspond à la mobilisation d'environ 1,3 million de personnes. Les citadins sont également invités à participer en allant aider dans les villages ; dès la première année, vingt-cinq mille d'entre eux sont présents.
Outre le soutien sans faille d'Aamir Khan et de sa femme Kiran Rao, le programme est également soutenu par le ministre de l'État, Devendra Fadnavis (en), ainsi que par des fondations philanthropiques comme Tata Trust (en) et la Reliance Foundation (en).
Le professeur américain Andrew Millison (en) estime que l'organisation a mis en place le plus grand projet de permaculture au monde.

## Méthodes

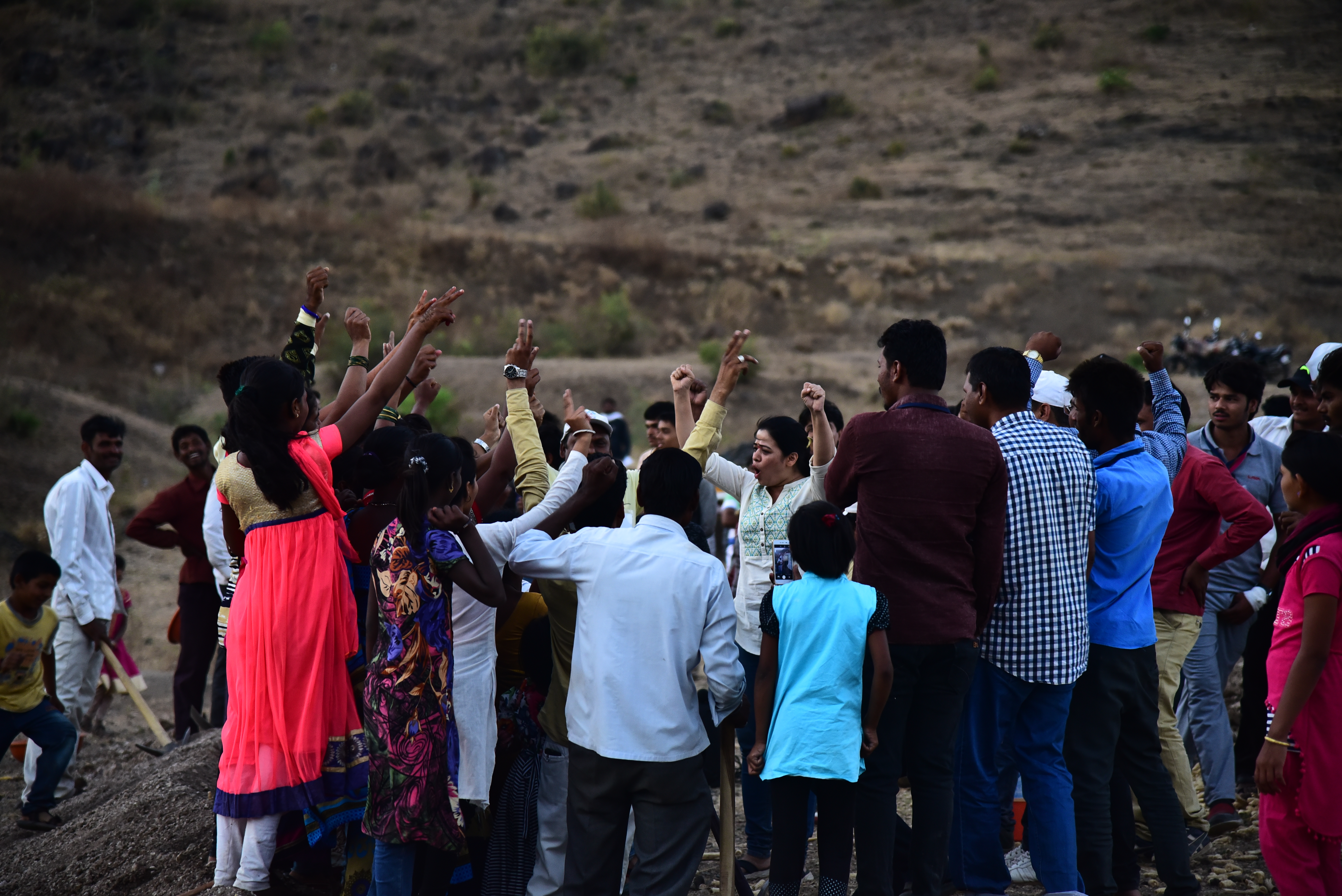
L'actrice vient encourager les villageois dans leurs travaux.

Les sessions de formations doivent rassembler au moins cinq personnes d'un même village, dont un minimum de deux femmes. Y sont notamment enseignés les principes de conservation de l'eau de pluie et les techniques de rétention visant à limiter le ruissellement et à maximiser l'infiltration. Les principaux outils utilisés pour ce faire sont les digues qui suivent les courbes de niveau et les puits d'infiltration. Une fois formés, les villageois retournent chez eux pour encadrer les travaux. Ces travaux, qui prennent la forme du shramdaan (« travail bénévole »), doivent avoir lieu avant la mousson.
Les travaux eux-mêmes prennent la forme d'un concours : l'aménagement hydraulique le plus efficace est primé à l'issue du concours. Mais le but est que tous les villages participants bénéficient d'une reconstitution de leurs ressources hydriques, qu'ils gagnent ou non. Ainsi, lors du concours initial, les villages participants mettent en place un ensemble d'aménagements susceptible d'emmagasiner 1 368 crore litres, soit 13,68 millions de mètres cubes. En 2019, cette quantité totale est portée à 232,13 millions de mètres cubes. En un an, les travaux menés par la population permettent à une communauté rurale de ne plus dépendre d'un approvisionnement en eau potable par des camions-citernes, et de passer d'une à trois récoltes annuelles. Dans certaines zones, les concours permettent également la plantation de forêts selon les principes édictés par Akira Miyawaki.